# 奧馬里·本·哈魯什
奧馬里·本·哈魯什（1990年3月7日—) 是以色列的一位足球運動員，在場上的位置是後衛。他現在效力於以色列足球超級聯賽球隊海法馬卡比足球俱樂部。哈魯什在8歲時加入了內坦亞馬卡比，開始了他的足球生涯。2013年，他加入了特拉維夫馬卡比。他也代表以色列國家足球隊參賽。